# Cameron Scott
Cameron Scott (født 4. januar 1998 i Wagga Wagga) er en cykelrytter fra Australien, der er på kontrakt hos Bahrain Victorious.